# Крекінг-установка у Каррінгтоні
Крекінг-установка у Каррінгтоні – колишня складова частина нафтохімічного майданчику компанії Shell у Каррінгтоні (п’ять кілометрів на південний захід від Манчестера).
Станом на 1950 рік на майданчику в Каррінгтоні працювало виробництво компанії Petrochemical Ltd потужністю 10 тисяч тонн етилену на рік. У 1955-му цю компанію викупив енергетичний гігант Shell, котрий в 1960-му запустив у Каррінгтоні нову піролізну установку, яка працювала на газовому бензині (naphtha). Отримані у результаті етилен та пропілен використовували для виробництва відповідних полімерів, крім того, продукували оксид етилена (в 1966-му потужність цього виробництва збільшили з 41 до 66 тисяч тон) та оксид пропілена. У тому ж 1960-му майданчик сполучили трубопровідною системою із розташованим за три з половиною десятки кілометрів нафтопереробним заводом у Стенлоу.
У 1970-му анонсували спорудження у Каррінгтоні потужної установки парового крекінгу, котра повинна була піддавати піролізу ще більш важкий газойль та продукувати 450 тисяч тонн етилену, 300 тисяч тонн пропілена та 100 тисяч тонн бутадієна. Втім, різке зростання цін на нафту внаслідок домовленості арабських країн різко погіршило економіку піролізних виробництв, котрі працювали на нафтопродуктах. Як наслідок, плани розширення майдачика в Каррінгтоні так і не були реалізовані, а в 1985-му, із введенням в дію розрахованої на споживання етану установки парового крекінгу в шотландському Моссморан-Файф, компанія Shell закрила каррінгтонське піролізне виробництво. При цьому тут продовжила роботу лінія полімеризації, етилен для якої почали подавати із Шотландії через трубопроводи Моссморан-Файф – Вілтон та Trans-Pennine. Останній з’єднали короткою перемичкою із трубопроводом Стенлоу – Каррінгтон. Крім того, певну частину етилена – біля 25 тисяч тонн на рік – доправляли автоцистернами з піролізного виробництва в уельському Баглан-Бей. На початку 1990-х ввели в дію ще один етиленопровід із Шотландії – NWEP. Це дозволило збільшити потужність з випуску поліетилена від 70 до 170 тисяч тонн.
В 2009-му виробництво поліетилену в Каррінгтоні, яке на той момент мало потужність у 185 тисяч тонн та належало компанії LyondellBasell, закрили. В той же час, станом на 2019-й LyondellBasell продовжувала експлуатувати каррінгтонський завод поліпропілена потужністю 210 тисяч тонн, який отримував пропілен по трубопроводу із НПЗ Стенлоу.